# Google IME
Google IME, также известный как Google Input Tools (Google Способы ввода текста), представляет собой набор редакторов методов ввода от Google поддерживающий многие языки, включая амхарский, арабский, бенгальский, китайский, греческий, гуджарати, хинди, японский, каннада, малаялам, маратхи, непальский, персидский, Пенджаби, русский, санскрит, сербский, тамильский, телугу, тигринья и урду. Эта виртуальная клавиатура, которая позволяет пользователям вводить текст на своем родном языке непосредственно в любом приложении без хлопот с копированием и вставкой.
Доступен как расширение Chrome, он также был доступен для Microsoft Windows, пока не был удалён в мае 2018 года.

## Google Transliteration IME
Google's service for Indic languages ранее была доступна в виде текстового онлайн-редактора под названием Google Indic Transliteration. Были добавлены другие возможности транслитерации языков (помимо только индийских языков), и она была переименована просто в Google transliteration. Позже, из-за неуклонного роста популярности, в декабре 2009 года он был выпущен как Google Transliteration IME для автономного использования.
Он работает на основе фонетической транслитерации на основе словаря, что означает, что независимо от того, что вы печатаете латинскими символами, он сопоставляет символы со своим словарем и транслитерирует их. Он также дает предложения для сопоставления слов.